# 阿波罗13号 (电影)
《阿波罗13号》（英語：Apollo 13）是一部1995年的美國太空劇情式紀錄電影，由朗·霍華执导，凱文·貝肯、湯姆·漢克斯、比爾·派斯頓、蓋瑞·辛尼茲、艾德·哈里斯等主演，是一部取材真实事件的灾难片，脚本改編自太空人吉姆·洛維爾和傑弗里·克魯格的回忆录《Lost Moon: The Perilous Voyage of Apollo 13》。那次登月飞行虽然失败，但飞船的返回本身在美国太空探索史上却具有极为深远的意义。
於2002年9月12日，IMAX公司以自家的DMR技術，以70mm格式將本片再搬上大銀幕，再獲好評。

## 影片背景
阿波罗13号是阿波罗计划中的第七次载人任务，发射于1970年4月11日。阿波罗13号在计划中是第3次登月的任务，但是由于飞船在抵达月球前发生的氧气罐爆炸，电力和氧气均大量损失，所以登月计划被放弃，3名宇航员最终成功返回地球。
阿波罗13号是人类太空史上首次在地球轨道外放弃的任务，由于未进入月球轨道（仅绕过月球以利用月球引力加速返回地球），三位宇航员创造了人类太空飞行高度记录。
阿波罗13号在发生爆炸的时候曾经对休斯顿指挥中心回报了一句非常有名的话：“休士顿，我们出问题了（Houston, we have a problem）”。这句话后来不断地被各种星际任务相关的电视节目与电影使用，变成了整个任务里面最有名的一句话。
不过，上述的这句通常被引用的句子其实不太正确。当时讲出来的真正句子应该是：“好，休士顿，我们这里已经出问题了（Okay, Houston, we've had a problem here）”，出自斯威格特之口。稍后洛威尔则回报了一句类似的话：“休士顿，我们已经出问题了（Houston, we've had a problem）”。
阿波罗13号被称之为一次“成功的失败”，三位宇航员以及地面指挥人员的英勇事蹟后来被搬上银幕。

## 製作
主體拍攝於1994年8月15日開始，於洛杉矶進行製作。